# 국립수산과학원
국립수산과학원(國立水産科學院, National Institute of Fisheries Science)은 수산에 관한 조사·시험·연구, 수산생물방역, 수산식물 품종관리 및 수산기술 지도·보급지원에 관한 사무를 관장하는 대한민국 해양수산부의 소속기관이다. 2002년 3월 2일 발족하였으며, 부산광역시 기장군 기장읍 시랑리에 위치하고 있다. 원장은 고위공무원단 가등급에 속하는 임기제공무원으로 보한다.

## 직무
- 수산자원 관리 및 수산공학기술 개발
- 수산 증·양식 및 생명공학 기술개발
- 수산물 위생안전 및 이용에 관한 연구
- 수산생물 질병 연구 및 방역
- 해양환경 조사 및 보전기술 연구
- 수산식물에 관한 품종심사 및 관리
- 수산기술 지도 및 보급사업 지원
- 해양수산분야 기후변화 대응 연구

## 연혁
- 1949년 4월 26일: 상공부 소속으로 중앙수산시험장 설치.
- 1955년 2월 17일: 해무청 소속으로 변경.
- 1961년 10월 2일: 농림부 소속으로 변경.
- 1963년 12월 17일: 국립수산진흥원으로 개편.
- 1966년 2월 28일: 수산청 소속으로 변경.
- 1968년 12월 26일: 수산기술지도자의 기술훈련에 관한 사무를 이관하여 기술훈련소를 국립수산기술훈련소로 분리.
- 1989년 12월: 현 청사로 이전.
- 1996년 8월 8일: 해양수산부 소속으로 변경.
- 2002년 3월 2일: 국립수산과학원으로 개편. 소속기관으로 양식환경연구소, 자원조성연구소 설치.
- 2004년 2월 2일: 자원조성연구소를 폐지하고 수산자원관리조성센터 설치.
- 2005년 8월 5일: 수산자원관리조성센터 폐지.
- 2006년 1월 1일: 책임운영기관으로 지정.
- 2007년 1월 1일: 생명공학연구소를 설치하고 육종연구센터를 소속기관으로 둠. 양식환경연구소 폐지.
- 2008년 2월 29일: 농림수산식품부 소속으로 변경.
- 2009년 4월 30일: 생명공학연구소를 양식환경연구소로 개편.
- 2010년 2월 26일: 양식환경연구소를 전략양식연구소로 개편하고 소속기관으로 미래양식연구센터 설치.
- 2012년 3월 26일: 수산식물품종관리센터 설치.
- 2013년 3월 23일: 해양수산부 소속으로 변경.
- 2015년 10월 16일: 전략양식연구소와 미래양식연구센터를 통합하여 하부조직인 전략양식부로 개편하고 육종연구센터와 수산식물품종관리센터를 하부조직으로 편입.

## 조직

### 원장
| - 운영지원과 - 연구기획과 - 연구협력과 기후환경연구부 - 기후변화연구과 - 해양환경연구과 - 식품안전가공과 - 해역이용영향평가센터 - 갯벌연구센터(군산) 수산자원연구부 - 연근해자원과 - 원양자원과 - 수산공학과 - 수산자원연구센터 양식산업연구부 - 양식연구과 - 생명공학과 - 병리연구과 - 사료연구센터 - 육종연구센터 - 첨단양식실증센터 - 수산식물품종관리센터 | - 동해수산연구소 - 독도연구센터(포항) - 서해수산연구소 - 남해수산연구소 - 남동해수산연구소 - 아열대수산연구소 - 중앙내수면연구소 - 해조류연구소 - 고래연구소 |

## 역대 기관장

### 중앙수산시험장장
| 대수 | 성명   | 재임기간                          | 비고         |
| ---- | ------ | --------------------------------- | ------------ |
| 초대 | 정문기 | 1945년 ~ 1946년                   | 수산시험장장 |
| 2대  | 전병석 | 1946년 ~ 1947년                   | 수산시험장장 |
| 3대  | 장정현 | 1947년 ~ 1955년 6월 4일           |              |
| 4대  | 이임도 | 1956년 5월 2일 ~ 1957년 2월 14일  |              |
| 5대  | 안상한 | 1957년 2월 15일 ~ 1957년 7월 29일 |              |
| 6대  | 이임도 | 1957년 7월 31일 ~ 1960년 5월 26일 | 재임         |
| 7대  | 이봉래 | 1960년 5월 27일 ~ 1964년 5월 31일 |              |

### 국립수산진흥원장
| 대수 | 성명   | 재임기간                           | 비고 |
| ---- | ------ | ---------------------------------- | ---- |
| 8대  | 김명년 | 1964년 6월 1일 ~ 1965년 6월 30일   |      |
| 9대  | 이극원 | 1965년 7월 1일 ~ 1966년 10월 25일  |      |
| 10대 | 이봉래 | 1966년 10월 26일 ~ 1967년 5월 31일 | 재임 |
| 11대 | 한신욱 | 1967년 6월 1일 ~ 1969년 4월 25일   |      |
| 12대 | 배동환 | 1969년 4월 26일 ~ 1969년 11월 30일 |      |
| 13대 | 한신욱 | 1969년 12월 1일 ~ 1971년 8월 31일  | 재임 |
| 14대 | 김기영 | 1971년 9월 1일 ~ 1973년 3월 31일   |      |
| 15대 | 최익성 | 1973년 4월 1일 ~ 1975년 3월 24일   |      |
| 16대 | 김기영 | 1975년 3월 24일 ~ 1978년 12월 28일 | 재임 |
| 17대 | 이희수 | 1978년 12월 29일 ~ 1982년 9월 14일 |      |
| 18대 | 정상화 | 1982년 9월 15일 ~ 1983년 5월 5일   |      |
| 19대 | 하성환 | 1983년 5월 6일 ~ 1985년 3월 14일   |      |
| 20대 | 김균현 | 1985년 3월 15일 ~ 1988년 12월 31일 |      |
| 21대 | 하성환 | 1989년 1월 1일 ~ 1990년 1월 28일   | 재임 |
| 22대 | 정갑래 | 1990년 1월 29일 ~ 1991년 1월 4일   |      |
| 23대 | 하성환 | 1991년 1월 5일 ~ 1992년 10월 20일  | 재임 |
| 24대 | 박주석 | 1992년 10월 23일 ~ 1994년 6월 30일 |      |
| 25대 | 박병하 | 1994년 7월 1일 ~ 1996년 1월 31일   |      |
| 26대 | 박병하 | 1994년 7월 1일 ~ 1996년 1월 31일   |      |
| 27대 | 김종철 | 1996년 2월 2일 ~ 1997년 6월 30일   |      |
| 28대 | 배평암 | 1997년 7월 1일 ~ 1999년 5월 17일   |      |
| 29대 | 이장욱 | 1999년 5월 18일 ~ 2001년 12월 18일 |      |
| 30대 | 이장욱 | 1999년 5월 18일 ~ 2001년 12월 18일 |      |
| 31대 | 안국전 | 2001년 12월 19일 ~ 2003년 4월 29일 |      |

### 국립수산과학원장
| 대수 | 성명   | 재임기간                           | 비고 |
| ---- | ------ | ---------------------------------- | ---- |
| 32대 | 강무현 | 2003년 4월 30일 ~ 2004년 10월 17일 |      |
| 33대 | 김영규 | 2004년 12월 6일 ~ 2005년 11월 3일  |      |
| 34대 | 박덕배 | 2006년 2월 2일 ~ 2008년 2월 1일    |      |
| 35대 | 박종국 | 2008년 5월 9일 ~ 2009년 2월 19일   |      |
| 36대 | 임광수 | 2009년 4월 10일 ~ 2010년 3월 10일  |      |
| 37대 | 김영만 | 2010년 6월 10일 ~ 2012년 2월 9일   |      |
| 38대 | 손재학 | 2012년 3월 19일 ~ 2013년 3월 23일  |      |
| 39대 | 정영훈 | 2013년 8월 26일 ~ 2014년 12월 31일 |      |
| 40대 | 강준석 | 2015년 5월 4일 ~ 2017년 6월 15일   |      |
| 41대 | 서장우 | 2017년 11월 6일 ~ 2019년 9월 17일  |      |
| 42대 | 최완현 | 2019년 9월 18일 ~ 2021년 9월 17일  |      |
| 43대 | 우동식 | 2021년 12월 16일 ~ 2024년 1월 18일 |      |
| 44대 | 최용석 | 2024년 1월 19일 ~                  |      |